# کهکدان
کِهکَدان، روستایی از توابع بخش سامن شهرستان ملایر در جنوب استان همدان ایران است 
دکتر احمد احمدی (۱۳۱۲–۱۳۹۷)، عضو شورای عالی انقلاب فرهنگی و رئیس سازمان مطالعه و تدوین کتب علوم انسانی دانشگاه‌ها (سمت) که شاگرد مرحوم حاج لطفعلی حسینی می باشد و با هم رفیق بوده اند، زادهٔ این روستا بود. همچنین لیلا برخورداری بازیگر نیز اصلیتاً از این روستا می‌باشد.
همچنین بسیاری از اهالی تحصیل و علمی و سرشناس نیز از این روستا برخواسته اند. (شریفی رئیس اداره ثبت احوال، برخورداری رئیس آموزش و پرورش، برخورداری رئیس اداره آب و فاضلاب، ترکاشوند رئیس شبکه بهداشت، شیخ یاسین گودرزی استاد دانشگاه قم، عبدالله حاجی‌وند استاد دانشگاه و مینیاتوریست حرفه‌ای، مظاهر روزبهانی معاون دانشگاه آزاد و …)از جمله استعداد هایی ک از این روستا پا به عرصه ایران گزاشته اند می‌توان به لیلا برخورداری .محمد مقدسی.رضا ترکاشوند .میلاد روزبهانی.احمد احمدی و...اشاره کرد

## جمعیت
این روستا در بخش سامن قرار دارد و براساس سرشماری مرکز آمار ایران در سال ۱۳۹۵، جمعیت آن۲۲۳۰ نفر (۶۸۴خانوار) بوده‌است. قدیمی‌ترین و همچنین موسس،پر جمعیت ترین، بزرگترین  قوم این روستا (برخورداری) است که بزرگ و بنیان گذار آنها (حاج شهباز برخورداری است) اقوامی مانند برخورداری  زیودار، کولیوند، احمدوند، کرمی شاه کرمی، روزبهانی، شیرزادی، گودرزی و علیمحمدی و … که هرکدام خاستگاه جداگانه‌ای دارند ولی قوم برخورداری به عنوان موسس روستا هستند   به عنوان مثال ایل بیرانوند (سیلاخور و چغلوندی)، ایل کولیوند (سلسله و دلفان)، ایل احمدوند (نهاوند و دلفان)، ایل برخوردار (دلفان و خاوه)، کرمی (ایل بالاگریوه در جنوب لرستان)، روزبهانی (بروجرد و نهاوند،خوزستان بختیاری )، گودرزی (بروجرد) و شیرزادی (بالاگریوه) و علیمحمدی (دشت سیلاخور یا بالاگریوه
و در مورد شغل اهالی این روستا می‌توان از کشاورزی و دامداری و رانندگی با کامیون و سایر مشاغل نام برد که می‌توان این سه شغل نام برده در فوق را عمده کار مردم این روستا دانست 

## موقعیت
این روستا در جنوب استان همدان قرار دارد روستایی کوهستانی با تابستان های گرم و زمستان های سرد است و فاصله ۲۰ کیلومتری ملایر و ۲۵کیلومتری بروجرد قرارگرفته و با روستاهای ونو، واشان، یونس، کمربنه، سیاه کمر، قشلاق چغایی انوج و دهریز همجوار می‌باشد.

## زبان
مردم این دیار به گویش محلی لری کهکدانی صحبت می‌نمایند. این گویش مختص مردمان این سرزمین است. قدر مسلم است که قومی که در روستای کهکدان زندگی می‌کند (از پیشینه نژادی بنیان گذار بسیار قدیمی برخوردار است که با زبان لری بختیاری صحبت می‌کنند) و نمود آن را می‌توان در لهجه خاص بومی آن دانست که تقریباً با تمامی لهجه‌های لری نواحی پیرامونی دور و نزدیک آن کاملاً متفاوت است. در این روستا تلفظ فعل‌های ماضی استمراری با الف می‌باشد که زبانشناسان آن را ماضی استمراری باستان می‌دانند. به عنوان مثال اشکنم (می‌شکنم)، اپاشم (می‌پاشم و … این شیوه تلفظ را زبان شناسان به نامی مانند میر جلال الدین کزازی و همچنین لغت‌نامه‌هایی مانند دهخدا و معین آن را ماضی استمراری باستان می‌دانند.  می‌دانند.

## وضعیت روستا
این روستا دارای پنج محله جداگانه به نام‌های: قلعه برخوردار  
قلعهٔ بالا (قلا بالا)
قلعهٔ شیرزاد (قلا شیرزا)
محله پایین (مل هاری)
محله بالا (این محله به علت نوساز بودن نام قدیمی ندارد) می‌باشد.
- لهجه صحبت کردن از یک محل به محل دیگر فرق می‌کند. یکی از بزرگ ترین طایفه های این روستا طایفه ی شیرزادی است. که بنیانگذار آن شیرزاد بوده. شیرزاد یکی از بنیانگذار های روستا بوده. که طایفه آن در محله قلا شیرزاد سکونت دارند.
- هر محله دارای مساجد و حسینیه‌های جدا گانه می‌باشد. (چهار مسجد، سه حسینیه)
- با وجود اینکه اکثر منازل دارای حمام هستند، سه حمام عمومی بهداشتی نیز در این روستا وجود دارد. که در حال حاضر تخریب شده اند
- هر محله دارای هیئت‌های عزاداری جداگانه هستند (چهار هیئت عزاداری)
- کشاورزان هر محله دارای زمین‌های کشاورزی جداگانه هستند و همچنین  از پانزده چاه عمیق و پنج چشمه در این روستا وجود دارد.
- روستای کهکدان دارای یک اداره مخابرات، سه زیارتگاه، پنج مدرسه، یک کانون فرهنگی هنری، یک خانه بهداشت و یک درمانگاه و سه نانوایی است.

## سوغات
بادام، گردو،انگور،سیب‌زمینی و دوشاب (شیره) از سوغات این روستا هستند.

## محصولات
محصولات کشاورزی: انگور، دوشاب (شیره)، گردو، بادام، جو، گندم، نخود، عدس، لوبیا، کتیرا، خیار، هندوانه، سیب زمینی، و انواع کشت برای دام